# Сатурнін Квятковський
Сатурнін Квятковський (пол. Saturnin Kwiatkowski; 20 листопада 1856, Дорофіївка — 3 квітня 1902, Відень) — польський історик, член Історичного товариства у Львові.

## Життєпис
Навчався на філософському факультеті Львівського університету під керівництвом Ксаверія Ліске. Був спочатку гімназіальним учителем у Львові, а згодом переведений на посаду референта шкільництва у Відні в міністерстві освіти і визнань. Належав до організаторів «Історичного товариства». Його праці в більшості присвячені періоду панування Владислава III Варненчика.

## Праці
- «Itinerarium Władysława III Warneńczyka» (Львів, 1879);
- «Ostatnie lata Władysława Warneńczyka» (1883);
- «Urzędnicy kancelaryjni koronni i dworscy z czas. Władysława Warneńczyka 1443—1444» (Краків, 1883);
- «Wykaz dostojników duchownych i świeckich, tudzież urzędników z czasów Władysława Warneńczyka» (1885);
- «Jan Giskra z Brandysu, rys biograficzny z XV wieku» (Lwów, 1886);
- «Vita fratris Nicolai de Magna Kosmin» (в Monumenta Poloniae historica t. V (Львів, 1887).